# Lijst van burgemeesters van Noorddijk
Dit is een lijst van burgemeesters van de voormalige Nederlandse gemeente Noorddijk in de provincie Groningen.
In 1969 werd Noorddijk onderdeel van de gemeente Groningen.
| Ambtsperiode | Naam burgemeester                             | Leven     | Partij of stroming | Bijzonderheden |
| ------------ | --------------------------------------------- | --------- | ------------------ | --- |
| 1811 - 1825  | Oncko de Rehden van Swinderen                 | 1773-1851 |                    | later lid van Provinciale Staten van Groningen |
| 1825 - 1856  | Jacobus Veltman                               | 1782-1856 |                    | ovl. 6 september 1856 |
| 1856 - 1859  | Jan Jacobus Veltman                           | 1808-1892 |                    | zoon van Jacobus Veltman, werd lid van Gedeputeerde Staten van Groningen |
| 1859 - 1867  | jhr. mr. Cornelis de Marees van Swinderen     | 1828-1867 |                    | ovl. 20 maart 1867 |
| 1867 - 1873  | Ludwig August Henri de Sturler de Frienisberg | 1841-1908 |                    | tevens burgemeester van Ten Boer, werd notaris in Ten Boer en in 1876 jonkheer |
| 1873 - 1876  | jhr. mr. Willem Jan Quintus                   | 1845-1891 |                    | werd griffier bij de rechtbank van Groningen |
| 1876 - 1879  | Willem Arnold Hendrik Gelderman               | 1835-1895 |                    | was burgemeester van Woudrichem |
| 1879 - 1914  | Godfried Carel Jorissen                       | 1859-1928 |                    | op eigen verzoek ontslagen na discussie met de gemeenteraad over de stichting van een school in Waterhuizen.                                                                                                   |
| 1914 - 1916  | Jan Cornelissen                               | 1883-1957 |                    | werd burgemeester van Schagen |
| 1916 - 1925  | jhr. Johan Cornelis Mollerus                  | 1888-1965 |                    | werd burgemeester van Vreeswijk |
| 1926 - 1945  | Abel Iwema Bakker                             | 1884-1960 |                    | was gemeentesecretaris van Marum, op 24 mei 1945 geschorst door Militair Gezag Appingedam en op 10 oktober 1945 per Koninklijk Besluit ontslagen wegens zijn houding in de Tweede Wereldoorlog.                |
| 1945 - 1961  | Kornelis Kuipers                              | 1908-1980 | VVD                | na terugkomst uit het concentratiekamp Wegeleben op 24 mei 1945 aangesteld als waarnemend burgemeester van Noorddijk, op 20 april 1946 aangesteld als (gewoon) burgemeester, werd burgemeester van Slochteren. |
| 1962 - 1968  | Peter Molendijk                               | 1924-2015 | PvdA               | waarnemend, tevens burgemeester van Ten Boer, werd burgemeester van Steenwijk |
| 1968 - 1969  | Kornelis Kuipers                              | 1908-1980 | VVD                | waarnemend |